# McAfee
McAfee Inc. is een Amerikaans bedrijf dat computers en computernetwerken beveiligt. Het was tussen 2011 en 2016 een dochteronderneming van chipfabrikant Intel, maar is in oktober 2020 naar de effectenbeurs gebracht.

## Geschiedenis
McAfee werd in 1987 opgericht door John McAfee, die het bedrijf in 1994 verliet. Het bedrijf begon als McAfee Associates, na een fusie met Network General veranderde de naam in Network Associates. Als Network Associates werden de bedrijven PGP, Magic Helpdesk en Gauntlet ook geïntegreerd.
In 1998 nam het bedrijf de Engelse antivirussoftwareproducent dr. Solomon over. Vanaf 2002 werd eerst PGP verzelfstandigd, werden enkele bedrijfsonderdelen aan Secure Computing verkocht en Magic Helpdesk aan BMC. In 2005 werd Network General ook verzelfstandigd en ging het bedrijf weer verder onder de oorspronkelijke naam McAfee.
Op 19 augustus 2010 kondigde de CEO van McAfee aan dat het bedrijf voor US$ 7,7 miljard overgenomen zou worden door de firma Intel om chips te beveiligen. Na de overname werd de naam gewijzigd in Intel Security. Zes jaar later nam Intel weer deels afscheid van het belang. Het verkocht een meerderheidsbelang van 51% aan investeerder TPG. Tegen de koopprijs van dit belang was heel McAfee zo'n US$ 4,2 miljard waard, inclusief de schulden. Na de verkoop werd de naam weer gewijzigd in het bekende McAfee.
Op 22 oktober 2020 kreeg het bedrijf weer een notering aan de NASDAQ effectenbeurs.
Op 8 november 2021 deed een consortium onder leiding van Advent International een bod op het bedrijf. Ze zijn bereid US$ 14 miljard te betalen of US$ 26 per aandeel.
De zakelijke tak is in 2021 losgemaakt van het bedrijf dat software maakt voor thuisgebruikers. Het zakelijk deel dat zich bezighoudt met Extended detection and response  is door een investeringmaatschappij samengevoegd met concurrent FireEye, en gaat sedert 2022 verder onder de naam Trellix., het deel dat zich met web- en cloudbeveiliging bezighield is ondergebracht in het bedrijf Skyhigh.

## Acquisities door McAfee
- Secure Computing
- Intruvert: maker van IPS-software
- Foundstone: maker van vulnerabilitymanagementsoftware en verlener van informatiebeveiligingsdiensten
- Preventsys
- Onigma: maker van software voor dataverliespreventie
- Safeboot: een Nederlandse maker van diskencryptiesoftware
- MXlogic: aanbieder van cloud-e-mailanalyse
- Nitro Security: aanbieder van SIEM

## Producten

### Zakelijke markt
- E-policy Orchestrator (centrale console voor alle zakelijke desktopproducten)
- Mcafee Endpoint Security (virusscanner)
- McAfee Web Gateway (voorheen Webwasher) Internetfilteringssoftware.
- McAfee DLP (Data Loss-preventiesoftware)
- Network Security Platform (voorheen Intrushield) (netwerk intrusie preventieproduct)
- McAfee Enterprise Security Manager (voorheen Nitro), een SIEM product
- MVision Cloud (voorheen SkyHigh), een cloud data losspreventie en beveiligingsproduct

### Thuismarkt
- McAfee Security Center
- McAfee VirusScan
- McAfee Personal Firewall
- McAfee Privacy Service
- McAfee SpamKiller
- McAfee AntiSpyware
- McAfee QuickClean
- McAfee SiteAdvisor